# Rodrigo Capó Ortega
Rodrigo Capó Ortega (* 8. prosince 1980, Montevideo) je bývalý uruguayský ragbista, který hrál jako druhořadník, rváček a vazač. V roce 2013 se stal vítězem francouzské ligy TOP14 s klubem Castres a dokázal to jako první Uruguayec v historii. Tuto soutěž vyhrál i v roce 2018 (jako kapitán).
Za Castres začal hrát v roce 2002 a v sezoně 2019/20 tam ukončil svou kariéru.Předtím strávil tři sezony v uruguayském klubu Carrasco Polo Club, s kterým vyhrál v rozmezí let 1999 až 2001 tři tituly v uruguayské lize. Za Uruguay odehrál 41 zápasů a připsal si 50 bodů (2000–2018). Zúčastnil se MS 2003, kde odehrál 4 zápasy a položil jednu pětku. Na MS 2015 chyběl, protože chtěl zůstat na blízku své těhotné ženě. Na následujícím světovém šampionátu chyběl kvůli zranění.